# Volger (Patriziergeschlecht)

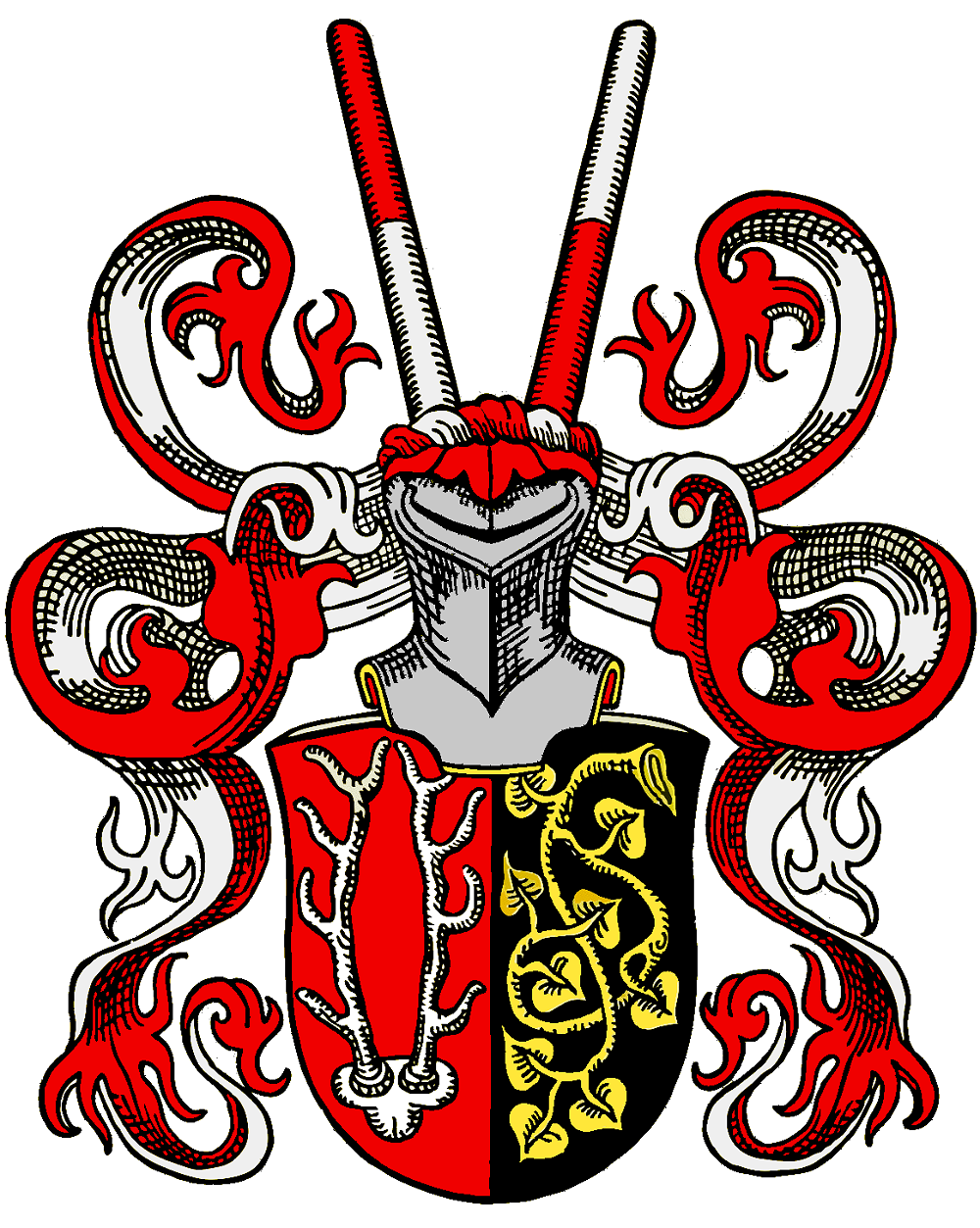
Wappen der Volger

Die Familie Volger (auch: Völger) aus Hannover ist eine seit dem frühen 14. Jahrhundert bekannte Patrizier- und Kaufmannsfamilie. Sie zählte ähnlich wie die Adelsgeschlechter von Anderten und von Windheim oder das Patriziergeschlecht Türke zu den angesehenen Familien Hannovers, ähnlich wie die späteren Hübschen Familien.

## Geschichte
Erstmals mit dem Jahr 1313 ist die Familie in Hannover bekundet. Die Familie stellte mit Otto Heinrich Volger von 1713 bis 1725 unter anderem den Bürgermeister der Stadt. Bis zum Tod von Otto Heinrich haben Mitglieder der Familie ununterbrochen und oftmals gleichzeitig hohe Ämter im Rat der Stadt Hannover bekleidet. Zwischen 1410 und 1674 alleine zählte sie insgesamt elf Vertreter als Ratsherren im Stadtrat.
Der Familie wurden in dieser Zeit mehrere Lehen verliehen: das calenbergische 1409 durch Herzog Bernard I. zu Braunschweig-Lüneburg sowie das lüneburgische durch Herzog Ernst I. Die anderen Lehen wurden der Familie durch die Geschlechter Rheden-Rheden (1383), Fürstenberg-Brabeck (1403), Rheden-Süersen (1460), Alten (1465), Horn-Harthausen (1550) und Heimburg (1552) verliehen. Ein weiteres Lehensgut wurde der Familie im Jahre 1568 durch Herzog Erich II. zu Braunschweig-Lüneburg mit Grundbesitz in Oldendorf bei Dassel verliehen. Auch in der Stadt Hannover besaßen sie umfangreichen Grundbesitz. Der Name der Straße „Volgersweg“ und die frühere Flurbezeichnung „Volgerswinkel“ deuten noch darauf hin. Lüder Volger erbaute 1439 die sogenannte „Stern Pforte“ an der Ecke Marktstraße und Röselerstraße sowie ein Brauhaus und weitere Häuser in der Marktstraße. Das Patriziergeschlecht teilte sich um 1600 in die noch heute bestehende Hanssche Linie (nach Hans Volger, 1537–1606) und Bartholdsche Linie (nach seinem Bruder Barthold, gest. nach 1579). Die Begründer beider Linien waren mit zwei Schwestern einer anderen alten hannoverschen Patrizierfamilie, denen von Wintheim, vermählt, Töchter des Melchior Wintheim (gest. 1566) und der Ilse geb. Sellenboth.
Zwischen Barthold Volger und der mit ihm verwandten Familie von Wintheim kam es einst zu einem schweren Konflikt, der die ganze Bürgerschaft in zwei Lager spaltete und zu schweren Ausschreitungen führte.
Dorothea Volger (1541–1616) war mit Dietrich Raven († 1570), Patrizier von Einbeck, verheiratet. An sie erinnert noch das reich verzierte Epitaph in der Einbecker Marktkirche von 1616.
Aus den Vermächtnissen von Magnus Volger, der mehrere größere Güter bei Wettbergen besaß, stammt die im 16. Jahrhundert gebaute dortige Johannes-der-Täufer-Kirche im heutigen hannoverschen Stadtteil Hannover-Wettbergen. Über deren Portal findet sich auch ein 1697 datierter Wappenstein der Familie Volger. Die Familie hatte das Patronat der Kirche bis 1968 für 444 Jahre im Besitz.
Seit der Gründung der hannoverschen Armee durch Herzog Georg von Calenberg bis zu ihrem Untergang im Jahre 1866 gehörten die Volger ihr stets als Offiziere an. Die Volger standen in den Diensten vieler braunschweiglich-lüneburgerischen Fürsten als Beamte oder waren Geistliche, Gelehrte, Ärzte, Juristen, Kaufleute und Landwirte.
Eine Archivalien-Sammlung der Familie Volger findet sich als Nachlass heute im Stadtarchiv Hannover.

## Wappen

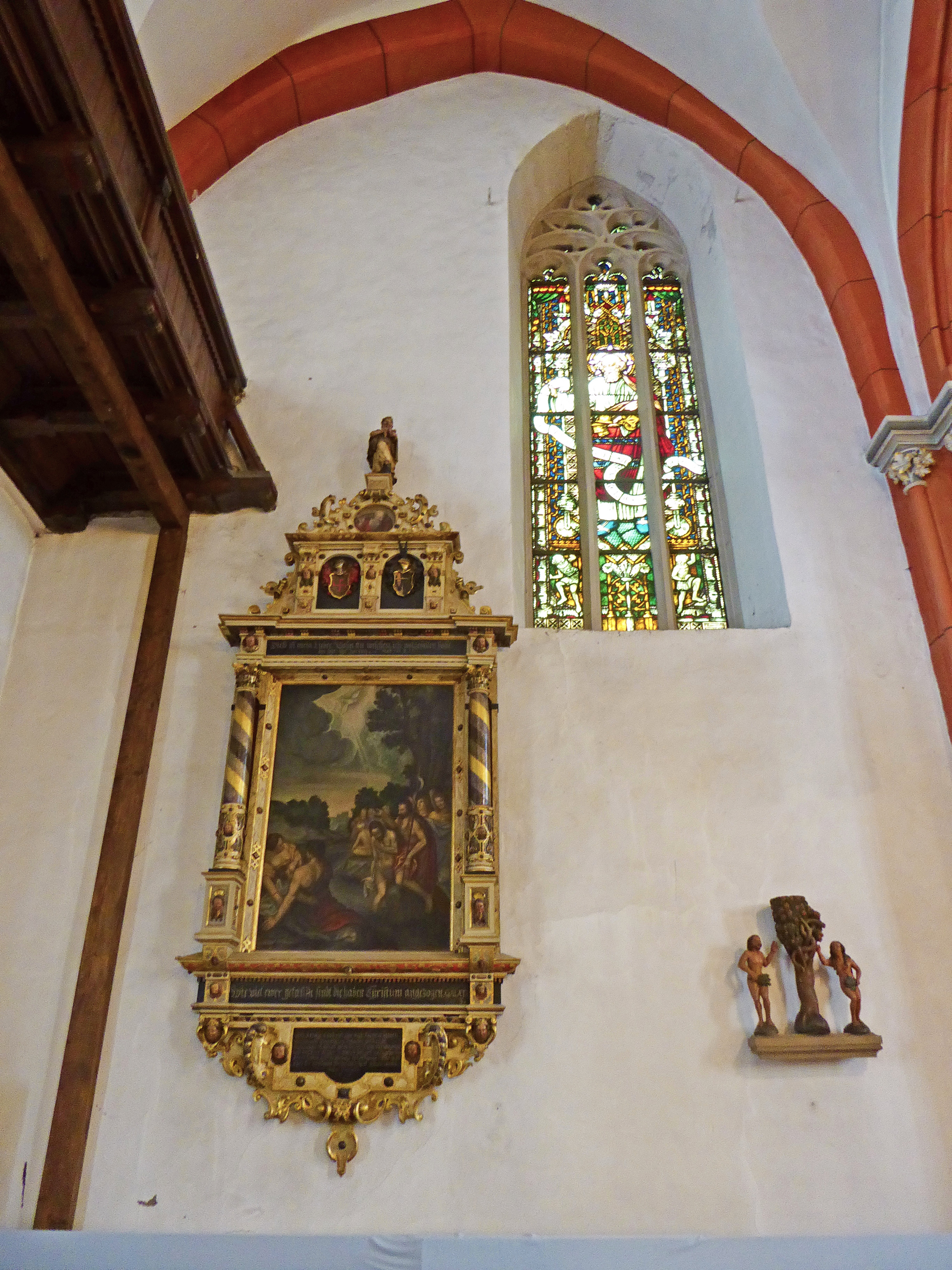
Allianzwappen Raven-Volger, oben im Epitaph in der Marktkirche St. Jacobi in Einbeck

Die handschriftlichen Nachträge zum Alten Siebmacher geben folgendes Wappen: Schild rot-schwarz gespalten, vorn ein natürliches Hirschgeweih, hinten ein silberner gewundener Zweig, der Abschnitt oben. Über beide Schildeshälften an der Hauptstelle eine goldene Trompete (verballhorntes Band). Auf dem Helm zwei silbern-rot schwarz-rot geteilte Hörner.
Erhaltene, alte Bildnisse (z. B. 1529, 1616, 1697) zeigen dagegen den Schild rot-schwarz gespalten, vorn ein silbernes Hirschgeweih (mit Stirn (und Ohren)), hinten ein goldener gewundener Zweig, der Abschnitt oben. Oftmals über beide Schildeshälften an der Hauptstelle eine Kordel (ein Band), beide Hirschstangen und den Zweig balkenweise miteinander verbindend. Als Zier des Helms mit rot-silbernen Decken zwei auswärts geneigte rot-silbern übereck geteilte Stäbe.

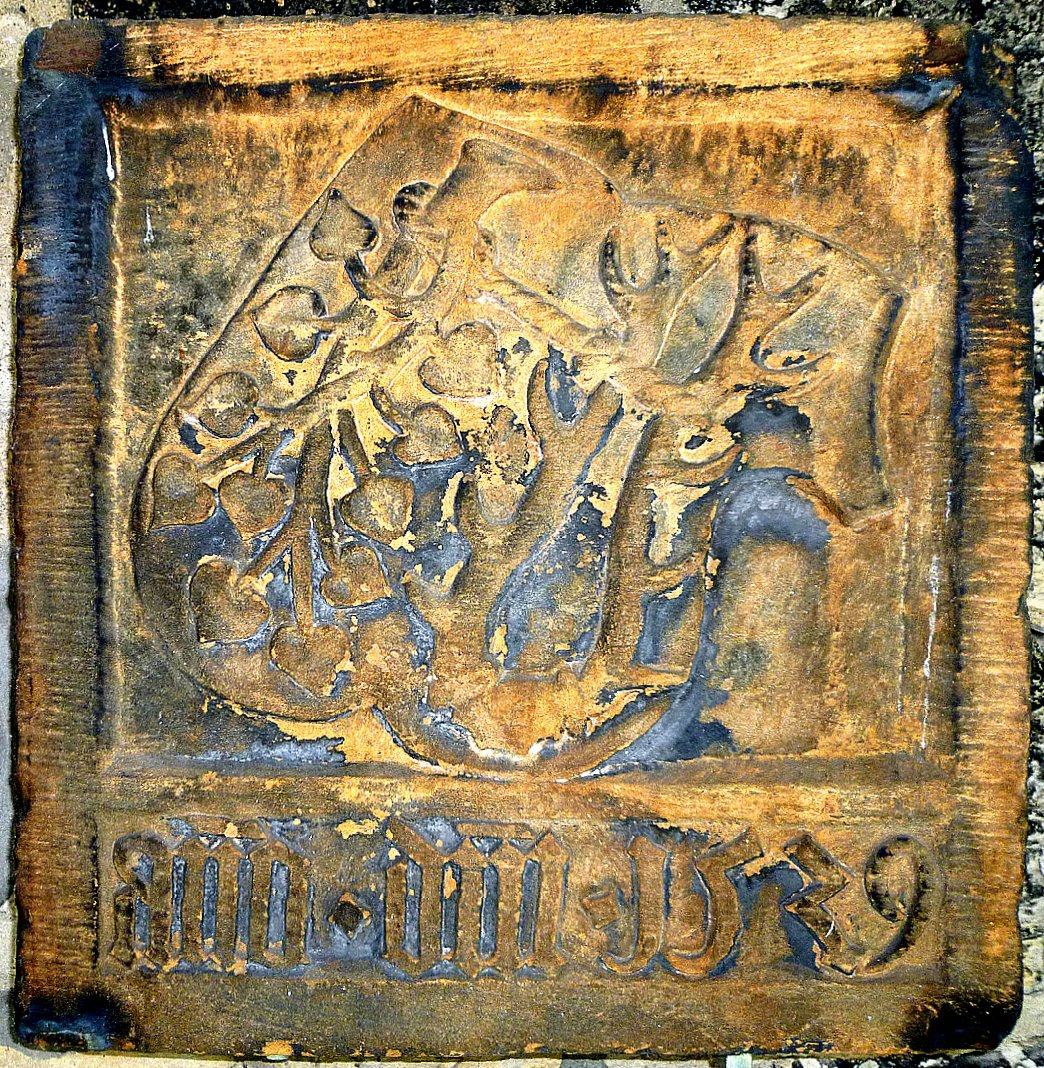
Wappen der Familie von 1529, ehemals angebracht am Haus Marktstraße 53 Leihgabe von Frau Erika Volger, angebracht an der hannoverschen Stadtmauer im Innenhof des Historischen Museums Hannover
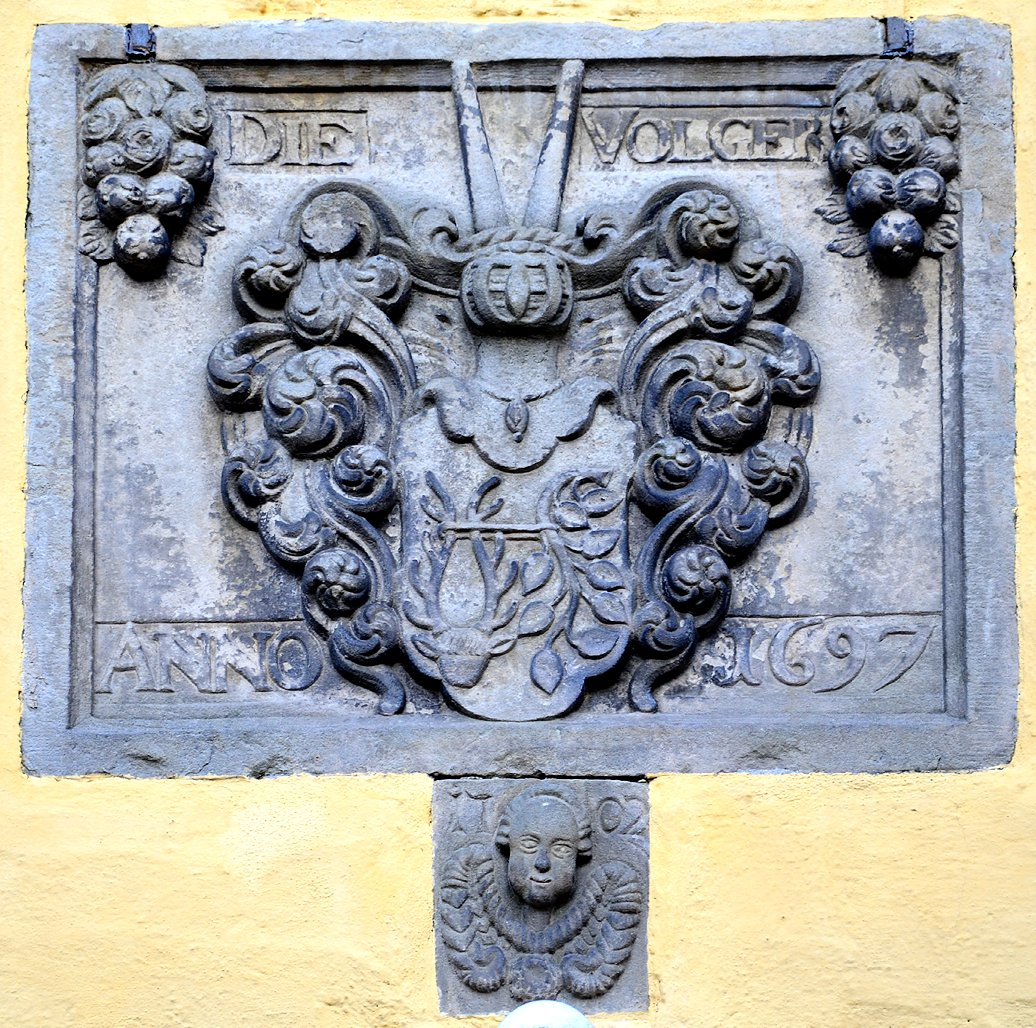
1697 datierter Wappenstein „Die Volger“ an der Johannes-der-Täufer-Kirche in Wettbergen
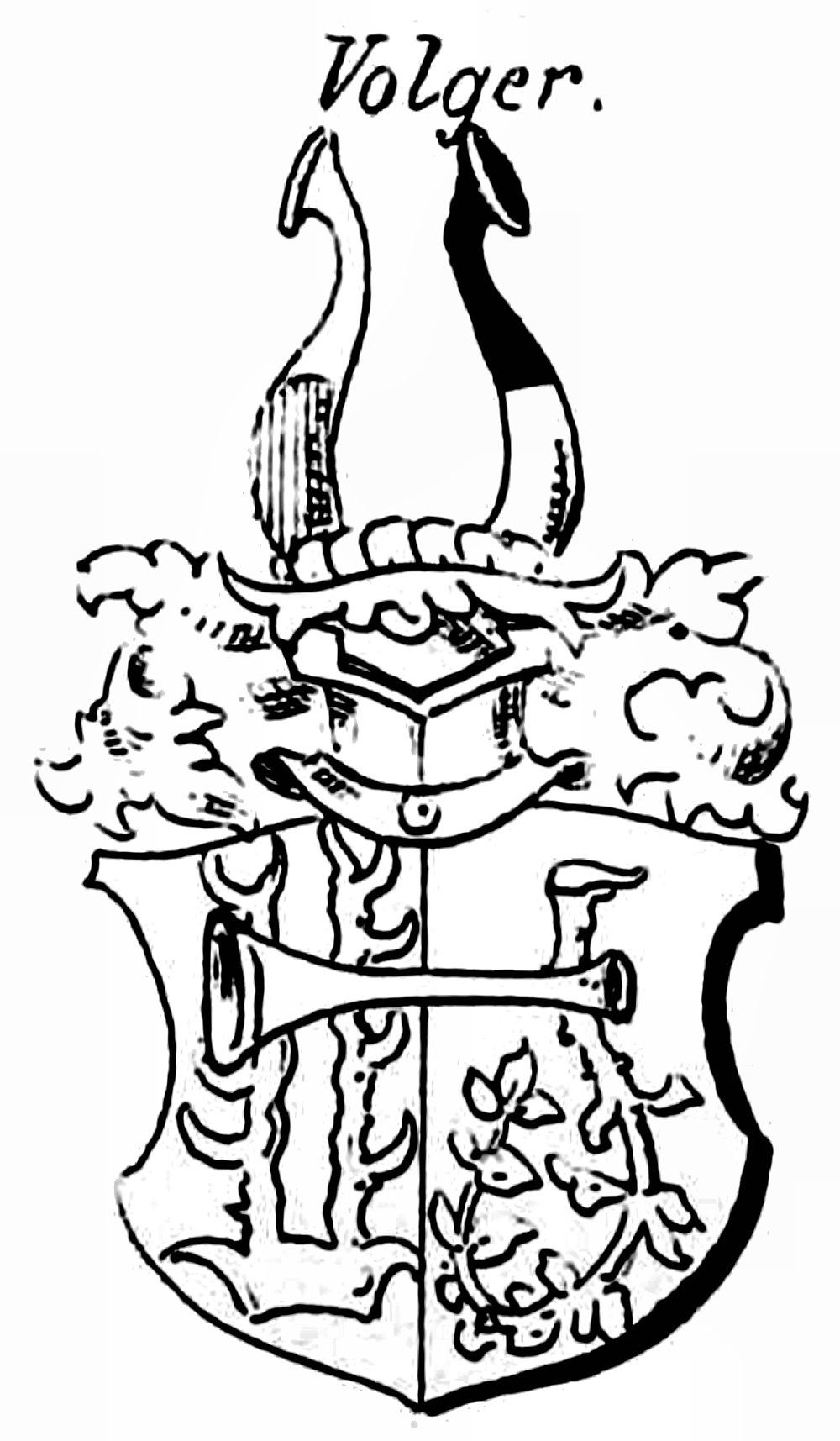
Wappen der Volger, 1890 variiert nach handschriftlichen Nachträgen zum Alten Siebmacher

## Volgersweg

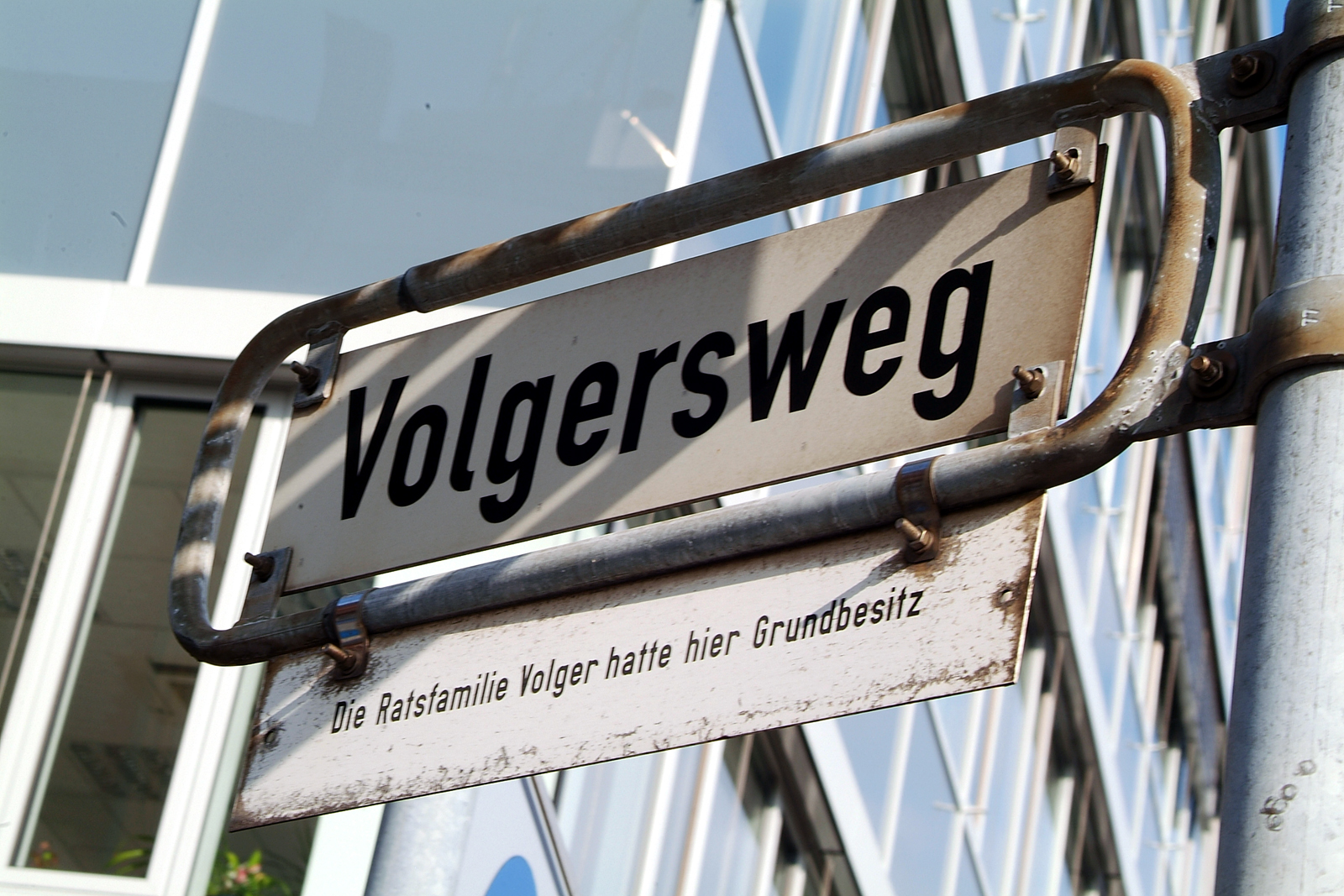
Straßenschild Volgersweg Ecke Berliner Allee: „Die Ratsfamilie Volger hatte hier Grundbesitz“

- Ein schon um 1700 vorhandener Weg durch das Steintorfeld wurde 1830 Volgerswinkel und 1845 in Volgersweg benannt.[11] Nach einem zusätzlichen Hinweis am heutigen Straßenschild Volgersweg Ecke Berliner Allee hatte die Ratsfamilie Volger hier Grundbesitz.[12]
- Der 1851 nach der Familie benannte Neue Volgersweg (zuvor ebenfalls Volgerswinkel) in der Oststadt wurde 1852 in Gartenstraße umbenannt, laut den Hannoverschen Geschichtsblättern von 1914 „vermutlich nach den dortigen Gärten“.[13]
- Die 1957 in Wülfel angelegte Völgerstraße wurde „nach dem Patrizier Otto Völger, Freund des Pastors an der Marktkirche Rupert Erythropel (Adr. 1958), der nach einer Überlieferung während der Pest 1598 für tot gehalten wurde und den Magister Erythropel beim nochmaligen Öffnen des Sarges mit den Worten begrüßt haben soll »Kuck! Guden Dag, Herr Magister!«, jedoch ist zur Zeit Erythropels kein Träger des Vornamens »Otto« in der Familie Volger bekannt“.[1]

## Bekannte Vertreter

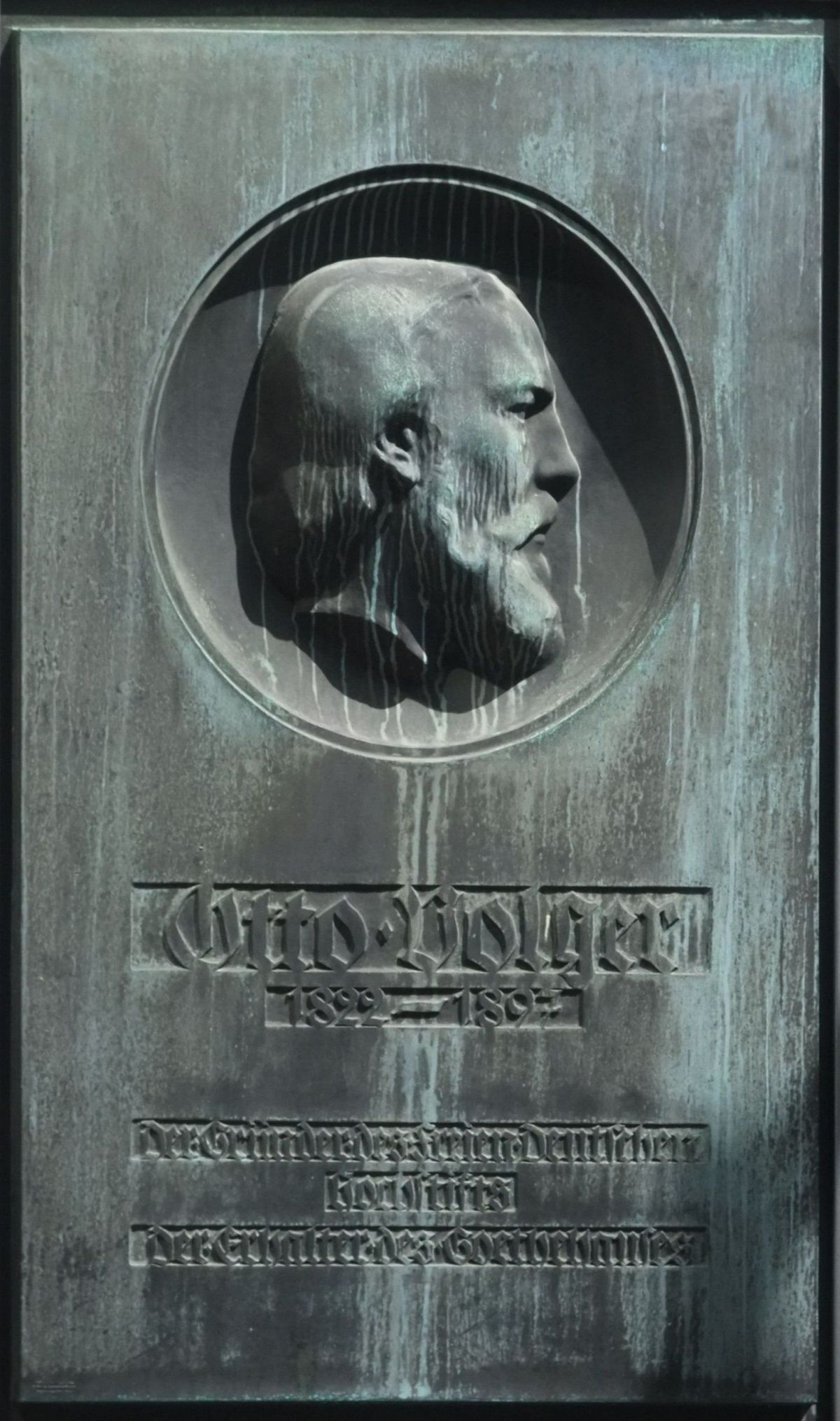
Gedenktafel für Otto Volger am Goethe-Haus in Frankfurt

- Conradus Volghere, Stammvater der Familie, der sich 1313 in das Bürgerbuch der Stadt Hannover eintrug.[5]
- Gödecke Volger († 1420), Senator der Stadt Hannover.[6]
- Hans Volger, Mitglied im Rat der Stadt von 1496 bis 1532;[2] verheiratet mit Ilsebe Lymborg
- Anna, Mutter des Bürgermeisters Bartold Homeister, entstammte „möglicherweise aus der Familie Volger“.[14]
- Hans Volger (1537–1606), Geschworener, Ratsmann, Kämmerer und Ratshauptmann; verheiratet mit Magdalene von Windheim
- Barthold Volger (gest. nach 1579), Hofrat unter Herzog Erich II., Vogt in Langenhagen; verheiratet mit Catharina von Windheim
- Melchior Volger, Kaufman in Stockholm, Schweden bis 1588;
- Magnus Volger (1604–1662), Enkel des Hans Volger, war Student in Helmstedt, Rostock und Jena, schließlich Advokat und Patrizier der Stadt Hannover[15]; verheiratet mit Anna von Windheim (?)
- Otto Heinrich Volger (1676 ? – 1725), unter anderem von 1713 bis 1725 Bürgermeister der Stadt Hannover.[2]
- Wilhelm Friedrich Volger (1794–1879) war ein deutscher Schulrektor, Pädagoge und Geschichtsschreiber der Stadt Lüneburg.
- Otto Volger (1822–1897) war der Gründer des Vereins Freies Deutsches Hochstift und Erhalter des Goethe-Hauses in Frankfurt.[5]
- Otto Karl Wilhelm Volger (1828–1909) diente dem Herzog von Cumberland, Kronprinz Ernst August von Hannover als Oberstleutnant und Adjutant.[5]
- Ernst August Volger war ein deutscher Theologe und von 1877 bis 1921 Pastor an der Patronatskirche in Wettbergen.[5]
- Georg Karl Volger (1848–1937), Landwirt in Oldendorf und Mitglied des Preußischen Abgeordnetenhauses.[16]
- Jobst Volger (* 1948), Landwirt in Oldendorf